# Ministerio de Asuntos Exteriores (India)
El Ministerio de Asuntos Exteriores (en hindi: विदेश मंत्रालय, en inglés: Ministry of External Affairs, MEA) es el ministerio de relaciones exteriores del gobierno de India. Tiene su sede en el edificio Ala Sur (South Block) en Nueva Delhi.
A partir de 2019 el actual ministro es Smt. Subrahmanyam Jaishankar.